# Bajki Donalda Bisseta
Bajki Donalda Bisseta (ros. Сказки Дональда Биссета) – radziecka seria filmów lalkowych zrealizowana w latach 80. XX wieku przez studio Ekran. Seria stworzona na podstawie bajek Donalda Bisseta.

## Filmy z serii
- 1983: Dziewczynka + smok[1][2] (Девочка и Дракон)[3]
- 1983: Konfitury z malin[4][5] / Malinowe konfitury (Малиновое варенье)[6]
- 1984: Zapomniane urodziny[7][8] (Забытый день рождения)[9]
- 1985: Крококот
- 1986: Снегопад из холодильника
- 1986: Урок музыки
- 1987: Вреднюга

## Wersja polska
Malinowe konfitury:
- Opracowanie wersji polskiej: Studio Opracowań Filmów w Łodzi
- Reżyseria: Maria Horodecka
- Dialogi: Maria Horodecka
- Dźwięk: Elżbieta Matulewicz
- Montaż: Ewa Rajczak
- Kierownictwo produkcji: Bożena Dębowska

Źródło:

## Literatura
- W. Kurczewski, Dziewczynka + smok: Bajka filmowa, Wszechzwiązkowe Biuro Propagandy Sztuki Filmowej, Związek Filmowców ZSRR, 1989.
- W. Kurczewski, Konfitury z malin: Bajka filmowa, Wszechzwiązkowe Biuro Propagandy Sztuki Filmowej, Związek Filmowców ZSRR, 1989.
- W. Kurczewski, Zapomniane urodziny: Bajka filmowa, Wszechzwiązkowe Biuro Propagandy Sztuki Filmowej, Związek Filmowców ZSRR, 1989.